# Sofia-Regel
Die Sofia-Regel ist eine Turnierregel im Schach. Sie verbietet den Spielern, direkt untereinander Remis zu vereinbaren.

## Inhalt
Bei Anwendung der Sofia-Regel darf ein Remis nicht dem Gegner direkt angeboten werden, vielmehr muss ein Remis-Angebot an den Schiedsrichter gerichtet werden. Dieser entscheidet, ob die Stellung so weit vereinfacht ist, dass eine Remisvereinbarung akzeptabel ist.
Wenn der Schiedsrichter das Remis-Angebot gestattet, gibt er es an den Gegner weiter, der dann – wie nach einem direkten Remis-Angebot nach Artikel 9.1 der FIDE-Regeln – entscheidet, ob er es annimmt oder weiterspielt.
Die Regel gilt unabhängig vom Fortschritt der Partie, ist also nicht an eine Mindestzügezahl gekoppelt. Ebenso wenig berührt die Sofia-Regel in irgendeiner Weise die Möglichkeit der Remis-Reklamation etwa bei Stellungswiederholung gemäß Artikel 9.2 der FIDE-Regeln oder in Anwendung der 50-Züge-Regel.

## Geschichte
Vom 11. bis 22. Mai 2005 wurde die Regel beim M-Tel Masters in Sofia auf Anregung von Silvio Danailow und Wesselin Topalow erstmals bei einem bedeutenden Turnier angewandt und nach dem Austragungsort benannt. Da sie zuvor bereits bei Turnieren auf Korsika angewandt wurde, wird sie auch Korsika- oder Sofia-Korsika-Regel genannt. Angewandt wurde die Sofia-Regel auch bei den Grand Slam Masters in Bilbao 2008 und 2009.
Von Herausforderer Wesselin Topalow war vorgeschlagen worden, die Sofia-Regel  bei der Schachweltmeisterschaft 2010 anzuwenden. Nachdem Weltmeister Viswanathan Anand dies abgelehnt und sich auf die offiziellen Regeln berufen hatte, verkündete Topalow, einseitig die Sofia-Regel anzuwenden, indem er während der Partie nicht mit seinem Gegner sprechen und unter keinen Umständen Remisangebote annehmen werde.

## Hintergrund
Sinn der Regel ist der Wunsch nach ausgekämpften Schachpartien; insbesondere sollen Kurzremisen nach wenigen Zügen verhindert werden. Dies ist vor allem in Turnieren relevant, etwa wenn sich zwei Spieler in einer für sie bedeutungslosen Partie für wichtige Begegnungen schonen wollen.
Die Sofia-Regel gehört nicht zu den FIDE-Regeln, kann aber von einem Veranstalter für ein Turnier ergänzend zu dem offiziellen Regularium angekündigt und durchgesetzt werden. Das Turnier wird dann dennoch für die offizielle Rangliste ausgewertet.
Da der Schiedsrichter über die Zulässigkeit eines Remis-Angebots anhand der erreichten Stellung entscheiden muss, werden erhebliche Anforderungen an seine Fähigkeiten zur Stellungsbeurteilung gestellt. In Sofia selbst war der für diese Entscheidung zuständige Schiedsrichter ein GM mit einer Elo-Zahl von über 2600 (Surab Asmaiparaschwili).